# Europese kampioenschappen schaatsen sprint mannen
De Europese kampioenschappen schaatsen sprint voor mannen worden tweejaarlijks georganiseerd, de eerste editie vond in 2017 plaats.

## Algemeen
Tijdens een sprintkampioenschap worden er vier afstanden gereden, tweemaal een 500 meter en tweemaal een 1000 meter. De schaatsster met de minste totaalpunten is de winnaar van het kampioenschap.

## Medaillewinnaars klassement
| Jaar | Plaats     | Goud               | Zilver             | Brons        |
| ---- | ---------- | ------------------ | ------------------ | ------------ |
| 2017 | Heerenveen | Kai Verbij         | Kjeld Nuis         | Nico Ihle    |
| 2019 | Collalbo   | Kai Verbij         | Håvard Lorentzen   | Henrik Rukke |
| 2021 | Heerenveen | Thomas Krol        | Hein Otterspeer    | Joel Dufter  |
| 2023 | Hamar      | Merijn Scheperkamp | Hein Otterspeer    | Marten Liiv  |
| 2025 | Heerenveen | Jenning de Boo     | Merijn Scheperkamp | Tim Prins    |

## Medailleverdeling
Onderstaande klassementen zijn bijgewerkt tot en met het EK sprint van 2025.

### Eindklassement individueel
|    | Naam               | Goud | Zilver | Brons | Totaal |
| -- | ------------------ | ---- | ------ | ----- | ------ |
| 01 | Kai Verbij         | 02   | 0      | 0     | 02     |
| 02 | Merijn Scheperkamp | 01   | 01     | 0     | 02     |
| 03 | Jenning de Boo     | 01   | 0      | 0     | 01     |
| 0” | Thomas Krol        | 01   | 0      | 0     | 01     |
| 05 | Hein Otterspeer    | 0    | 02     | 0     | 02     |
| 06 | Håvard Lorentzen   | 0    | 01     | 0     | 01     |
| 0” | Kjeld Nuis         | 0    | 01     | 0     | 01     |
| 08 | Joel Dufter        | 0    | 0      | 01    | 01     |
| 0” | Nico Ihle          | 0    | 0      | 01    | 01     |
| 0” | Marten Liiv        | 0    | 0      | 01    | 01     |
| 0” | Tim Prins          | 0    | 0      | 01    | 01     |
| 0” | Henrik Rukke       | 0    | 0      | 01    | 01     |

### Eindklassement per land
|    | Naam      | Goud | Zilver | Brons | Totaal |
| -- | --------- | ---- | ------ | ----- | ------ |
| 01 | Nederland | 05   | 04     | 01    | 10     |
| 02 | Noorwegen | 0    | 01     | 01    | 02     |
| 03 | Duitsland | 0    | 0      | 02    | 02     |
| 04 | Estland   | 0    | 0      | 01    | 01     |

### Afstandspodia
|    | Naam               | 1e | 2e | 3e | Totaal |
| -- | ------------------ | -- | -- | -- | ------ |
| 01 | Kai Verbij         | 04 | 04 | 02 | 10     |
| 02 | Jenning de Boo     | 03 | 01 | 0  | 04     |
| 03 | Thomas Krol        | 03 | 0  | 0  | 03     |
| 04 | Hein Otterspeer    | 02 | 0  | 02 | 04     |
| 05 | Kjeld Nuis         | 02 | 0  | 01 | 03     |
| 06 | Ronald Mulder      | 02 | 0  | 0  | 02     |
| 07 | Merijn Scheperkamp | 01 | 05 | 01 | 07     |
| 08 | Tim Prins          | 01 | 01 | 01 | 03     |
| 09 | Viktor Moesjtakov  | 01 | 0  | 0  | 01     |
| 0” | David Bosa         | 01 | 0  | 0  | 01     |
| 11 | Marten Liiv        | 0  | 01 | 04 | 05     |
| 12 | Nico Ihle          | 0  | 01 | 02 | 03     |
| 0” | Håvard Lorentzen   | 0  | 01 | 02 | 03     |
| 14 | Joel Dufter        | 0  | 01 | 01 | 02     |
| 15 | Victor Lobas       | 0  | 01 | 0  | 01     |
| "  | Roeslan Moerasjov  | 0  | 01 | 0  | 01     |
| "  | Artur Nogal        | 0  | 01 | 0  | 01     |
| "  | Henrik Rukke       | 0  | 01 | 0  | 01     |
| "  | Mathias Vosté      | 0  | 01 | 0  | 01     |
| 20 | Damian Żurek       | 0  | 0  | 02 | 02     |
| 21 | Artjom Arefjev     | 0  | 0  | 01 | 01     |
| “  | Aleksej Jesin      | 0  | 0  | 01 | 01     |
| “  | Artjom Koeznetsov  | 0  | 0  | 01 | 01     |

N.B. 2025: 2x 3e plaats op 2e 500 meter

## Kampioenschapsrecords
Bijgewerkt tot en met het EK sprint van 2025
| Afstand        | Schaatser      | Land      | Tijd/Punten | Datum              | Baan       |
| -------------- | -------------- | --------- | ----------- | ------------------ | ---------- |
| 500 meter      | Jenning de Boo | Nederland | 34,39       | 11 januari 2025    | Heerenveen |
| 1000 meter     | Jenning de Boo | Nederland | 1.07,29     | 10 januari 2025    | Heerenveen |
| Sprintvierkamp | Jenning de Boo | Nederland | 136.670     | 10-11 januari 2025 | Heerenveen |